# كاكوثلاين
كاكوثلاين (بالإنجليزية: Cacotheline )‏ وهو مركب عضوي صيغته الكيميائية C21H21N3O7 . عبارة عن نيترو مشتق من البروسين ويتم الحصول عليه بواسطة تفاعل البروسين مع حمض النيتريك . ويستخدم كمؤشر في التحليل العياري لأيونات القصدير (Sn2+) .